# Новопокровка (Чугуевский район)
Новопокро́вка (В 19 веке Новопокровское, укр. Новопокровка, изначально — Новая Покровка) — посёлок городского типа, Новопокровский поселковый совет, Чугуевский район, Харьковская область, Украина.
Является административным центром Новопокровского поселкового совета, в который, кроме того, входит посёлок Раздольное (бывший Чапаева).

## Географическое положение
Посёлок городского типа Новопокровка находится на расстоянии 12 км
от Чугуева на левом, низком берегу реки Уды,
выше по течению примыкает к пгт Введенка,
ниже по течению примыкают сёла Поды и Васильев Хутор (Чугуевский городской совет),
на противоположном берегу — село Старая Покровка и пгт Эсхар.
Река в этом месте извилиста, образует лиманы и озёра, в том числе озёра Подовское, Тарановое, Белое (на некоторых картах Белге).

## Происхождение названия
Село (изначально военное поселение) Новопокровское названо так в отличие от слободы Старой Покровской (до того просто Покровки), расположенной на противоположном, высоком правом берегу реки Уды, поскольку Старая Покровка уже давно, с 1636 либо 1647 года, существовала к моменту основания Новой.

## История
Возле посёлка обнаружены остатки поселения эпохи неолита.
В районе посёлка обнаружены остатки двух
поселений поздней бронзы (остатки жилищ и 14 захоронений); трёх поселений скифского времени, двух — салтовской культуры.
В 1818 году в село Новая Покровка, на противоположный берег реки Уды, было переселено большинство жителей Старой Покровки, как военных поселенцев. Новая Покровка была включена в состав военных поселений (штаб округа которых находился в Чугуеве).
В 1819 году жители Новой Покровки приняли участие в Чугуевском восстании военных поселенцев.
В 1857 году военные поселения были ликвидированы, и село вошло в состав Чугуевского уезда Харьковской губернии.
В 19 веке село (а 1818—1857 — военное поселение) называлось Новопокровское.
В 1924 году ТСОЗом на твёрдые деньги в Эсхаре была построена на Донце гидроэлектростанция Харьковская ГЭС-1 с генератором переменного тока мощностью 500 кВт и напряжением 230 В. Электричество от станции напряжением три киловольта с помощью повышающего трансформатора передавалось для питания в том числе Чугуева, Старой и Новой Покровок. Во время ВОВ, поскольку по Донцу проходила линия фронта, данная ГЭС была разрушена.
В 1938 году село было переименовано в пгт Новопокровка.
В 1940 году, перед ВОВ, в Ново-Покровском было 925 дворов (плюс пригороды: 12 дворов хутора Поды (Чугуевский район) и 6 дворов хутора Лаптева (Харьковская область)); церковь, мукомольный завод и сельсовет.
Во время Великой Отечественной войны в 1941—1943 селение находилось под немецкой оккупацией.
В конце октября 1941 года село было оккупировано вермахтом, в начале февраля 1943 года освобождено; в середине марта 1943 опять оккупировано, в начале сентября 1943 окончательно освобождено.
В бою за освобождение села от гитлеровцев погибло много советских воинов РККА. Погибшим воинам в центре села установлен памятник.
В годы войны 1 300 новопокровцев воевали на фронтах в рядах Советской армии; из них погибли 800 воинов; 152 были награждены боевыми орденами и медалями СССР.
К 1976 году за мирный труд 19 работников птицефабрики были награждены орденами и медалями СССР; за участие в ВОВ 152 человека были награждены наградами СССР.
В 1947 году пгт назывался Ново-Покровка (на административной карте УССР 1947 г.)
В 1954 году здесь действовали мукомольный комбинат, средняя школа, семилетняя школа и клуб.
В 1966 году здесь действовали отделение совхоза «Эсхар», школа рабочей молодёжи, заочная школа, восьмилетняя школа, клуб и библиотека. Население в том же году составляло 4600 человек.
В 1974 году крупнейшими предприятиями посёлка были завод железобетонных конструкций (ЖБК), пищекомбинат (переработка зерна) и птицефабрика.
В 1976 году население составляло 6000 человек; работали средняя школа, в которой 42 учителя учили 890 учеников, музыкальная студия, клуб на 250 мест, библиотека с фондом 5 тыс. книг, фельдшерско-акушерский пункт.
В Новой Покровке была расположена Введенская птицефабрика — крупное специализированное хозяйство, располагавшее в 1976 г. 3100 га сельскохозяйственных угодий, в том числе 2 800 га пашни.
В 1988 году здесь был построен Новопокровский комбинат хлебопродуктов.
В январе 1989 года численность населения составляла 5171 человек.
В 1993 году в селе работали птицеплемсовхоз «Введе́нский», больница, райПО, магазины, газораспределительный пункт (ГРП), клуб, метеоплощадка, школа, поселковый Совет, комбинат хлебопродуктов.
В мае 1995 года Кабинет министров Украины утвердил решение о приватизации находившегося здесь завода железобетонных конструкций.
На 1 января 2013 года численность населения составляла 4792 человека.

## Экономика
- Жители села массово занимаются тепличными хозяйствами.
- ГП «Новопокровский комбинат хлебопродуктов».
- Станкоремонтный завод, ООО.
- Завод ЖБИ «Новопокровский», ЗАО.[14]
- Множество кафе.
- Автосервис.
- ЧП «Луч».
- Изготовление напитков фирмы «Себек».
- Амбулатория семейной медицины и аптечный пункт.

## Объекты социальной сферы
- Лицей (б. средняя школа).[11]
- Клуб.[11]
- Фельдшерско-акушерский пункт.[11]
- Детский сад.[22]
- Строится стадион компании «Велике будiвництво».

## Достопримечательности
- Братская могила советских воинов и памятник воинам, погибшим при освобождении поселка от гитлеровцев в августе 1943 года. Похоронено 149 воинов.
- Православный Свято-Покровский храм. Построен протоиереем Анатолием Скибиневским и освящен митрополитом Никодимом, Харьковским и Богодуховским, в 1995 году.

## Транспорт
Через село проходит железная дорога Харьков — Купянск-Узловой, на которой в Новопокровке находятся грузопассажирская станция Эсхар, пассажирская станция Покровка и остановочный пункт «44-й километр».
С районным (Чугуев) и областным (Харьков) центрами имеется автобусное сообщение.

### Комментарии
1. ↑  Упоминается как Покровское в грамоте от 16 мая 1647 года[18]